# Antony Silva
Antony Domingo Silva Cano (Assunção, 27 de abril de 1984) é um futebolista profissional paraguaio que atua como goleiro, atualmente defende a camisa do Nacional, de seu país de origem.

## Seleção Nacional
Silva representou o Paraguai em diferentes categorias de base. Em 2001, ele atuou pelo Paraguai na Copa do Mundo Sub-17 e em 2003 participou da Copa do Mundo Sub-20 .
Foi convocado pela seleção principal, para os amistosos nos dias 3 e 7 de setembro de 2014 da FIFA. Em 2015, após sua chegada ao Independiente Medellín, destacou-se por suas ótimas atuações nas diversas partidas que fez com que o clube se destacasse no campeonato, pois foi convocado para os amistosos da Seleção Paraguaia nas duas datas correspondentes ao mês de março do referido ano. 
Ele é convocado para a Seleção Paraguaia no dia 11 de maio para a Copa América 2015, que foi disputada no Chile. Começou como titular após a lesão de Justo Villar no primeiro jogo contra a Argentina, onde ambas as seleções empataram em 2 a 2 e saindo como uma dos destaques ao fazer a defesa do jogo. 
Foi substituto de Justo Villar na Copa América Centenário, na qual o Paraguai foi eliminado no início da fase de grupos.
| Copa                    | Sede           | Colocação        | Partidas | Gols |
| ----------------------- | -------------- | ---------------- | -------- | ---- |
| Copa América 2015       | Chile          | 4º colocado      | 2        | 0    |
| Copa América Centenário | Estados Unidos | Primeira-fase    | 0        | 0    |
| Copa América 2019       | Brasil         | Quartas-de-final | 0        | 0    |